# ホラン千秋
ホラン 千秋（ホラン ちあき、Chiaki Horan、1988年〈昭和63年〉9月28日 - ）は、日本のタレント、ニュースキャスター、女優、コメンテーター、司会者。アミューズ所属。東京都多摩市出身。

## 経歴
アイルランド人の父親、日本人の母親の間に生まれる。5歳のとき、友人の母親から記念にモデルをやってみたらと勧められ、キッズモデルを始める。14歳で芸能事務所「アミューズ」に所属し、女優として活動を開始。高校在学中、2005年2月放送開始のスーパー戦隊シリーズ第29作『魔法戦隊マジレンジャー』の悪役であるナイ役でテレビドラマ初出演を果たす。
多摩市立豊ヶ丘中学校、東京都立国際高等学校、2011年3月青山学院大学文学部英米文学科卒業。2009年度学業奨励賞受賞。2009年から2010年の一年間オレゴン州立大学に留学し、舞台を専攻。
留学を終え帰国後、すべての民放キー局アナウンサー試験を受けるが、いずれも不採用だった。その後、フリーキャスターとして活動。
2017年4月3日から、TBS系列の報道番組『Nスタ』のキャスターに就任。2025年3月27日の放送をもってキャスターを卒業した。

## 人物
- 自身の姓『Horan』について、実際には「“ホーラン”」と読むとのこと。これは、母親が書類に記入する際に誤って長音記号を抜いてしまい、“ホラン”で登録されたため[10]。
- ハーフのため周囲から社交的と思われがちだが、実際はかなりの人見知りでインドア派。誘いがない限り休日はほとんど外出しない。食事やテレビを見るとき以外は自分の部屋からも出ない。実家ではノーメイクで眼鏡、部屋着として高校時代のジャージを着用し一日を過ごす[11]。
- 大学時代は、4年間通じて一度も学園祭に参加していない[注釈 1]。サークルやクラブ活動もせず、ほぼ学業とスーパーでのアルバイトのみという、地味で孤独な日々だったと述懐している[12]。
- 事務所の同僚である吉高由里子とは下積み時代から交流があり、自著で対談している[13]。
- デビューから10年間ロングヘアだったが、2011年にドラマ『陽はまた昇る』の役作りのためショートカットにした。その後はキャスターやバラエティ番組などに次々と起用されたため、『THE BEAUTY WEEK AWARD 2014』授賞式では「まさか髪の毛を切っただけでこんなに変わるなんて」と感激していた[14]。
- Nスタで「ハグおじさん」という原稿を「ハゲおじさん」と読み間違えたことがある。原稿のフォントの「グ」が「ゲ」にしか見えなかったらしく、それ以来この失態を戒めにすべく当該原稿を常に楽屋に貼っているという[15]。

## 主な出演作品

### テレビドラマ
- 魔法戦隊マジレンジャー（2005年2月 - 2006年2月、テレビ朝日） - ナイ 役
- マイ★ボス マイ★ヒーロー（2006年7月 - 9月、日本テレビ） - 天堂由加里 役
- セクシーボイスアンドロボ 第5話（2007年、日本テレビ） - 村田ゆり子 役
- プロポーズ大作戦 第7話（2007年、フジテレビ）
- 東京少女水沢エレナ 第1・2話「君の歌（前後編）」（2008年、BS-i） - カナエ 役
- メイちゃんの執事（2009年1月 - 3月、フジテレビ） - 水沢聡美 役
- 陽はまた昇る（2011年7月 - 9月、テレビ朝日） - 小宮山チカ 役
- キャビンアテンダント刑事〜ニューヨーク殺人事件〜（2014年7月7日、フジテレビ） - リサ アンダーソン 役
- リーガルハイ・スペシャル（2014年11月22日、フジテレビ） - 野々宮看護師 役
- 大使閣下の料理人（2015年1月3日、フジテレビ） - マリー 役
- 金曜プレミアム「潔癖クンの殺人ファイル2」（2015年6月19日、フジテレビ）
- ナポレオンの村 第3話（2015年8月9日、TBS） - 坪内夏美 役
- モンタージュ 三億円事件奇譚（2016年6月25日・26日、フジテレビ） - 響子ギブソン（青年期・1968年） 役[16]
- 砂の塔〜知りすぎた隣人（2016年10月、TBS） - 尾野綾香 役
- ノーサイド・ゲーム 第3話（2019年7月28日、TBS） - 雄太の母親 役
- 逃げるは恥だが役に立つ ガンバレ人類! 新春スペシャル!!（2021年1月2日、TBS）
- 日本沈没-希望のひと-（2021年10月10日 - 12月12日、TBS） - ナレーション[17]
- コタツがない家（2023年10月18日 - 12月20日、日本テレビ） - 八塚志織 役[18]
- 放課後カルテ（2024年10月12日 - 12月21日、日本テレビ） - 芳野奏 役[19]

### 映画
- 魔法戦隊マジレンジャー THE MOVIE インフェルシアの花嫁（2005年） - ナイ 役
- 黒執事（2014年） - 幻蜂絵利香 役
- クローバー（2014年） - 伊集院比瑳子 役
- 若おかみは小学生!（2018年） - グローリー・水領 役（声の出演）

### 報道番組・情報番組
- ビジネス・クリック（2011年10月 - 2012年3月、TBSテレビ） - ナビゲーター（月曜担当）[20]

1回だけ水曜日を担当（2011年10月12日付け）した。これは本来水曜を担当する谷中麻里衣 がミス日本プロモーションの一環「日中青少年交流団」の一員で参加したことによる代役。
- ULALA ナナパチ（2011年10月 - 2012年3月、TOKYO MX） - MC
- NEWS ZERO（2012年4月 - 2013年3月、日本テレビ） - キャスター（月〜木曜担当）[21][20]
- 口出しゴメン!セキララ☆小町 PREmium（2012年12月22日、関西テレビ） - 進行
- 口出しゴメン!セキララ☆小町（2013年1月14日 - 9月19日、関西テレビ） - 進行
- セキララ☆新発見 ものしりティーチャー（2013年10月21日 - 2014年3月、関西テレビ） - レギュラーパネラー
- ごごネタ!クックTV（2013年10月7日 - 2016年3月、中部日本放送・TBS） - 進行
- シューイチ（2014年4月6日 - 2017年3月26日 、日本テレビ） - シューイチガールズ[22][20]
- バイキング（2014年4月7日 - 2020年9月23日、フジテレビ） - 月曜→木曜→水曜レギュラー[20]
- BIRTH OF THE COOL（2014年4月25日 - 2015年2月、BSフジ） - アシスタント 不定期
- ワーキングデッド〜働くゾンビたち〜（2014年10月2日 - 12月25日、BSジャパン） - キャスター[23]
- スーパーステージ（2015年4月 - 2018年3月、TBSテレビ） - ナビゲーター
- 日本のいいところ再発見!世界が認めたニッポンのお宝（2015年9月7日 - 2016年9月28日、テレビ東京） - MC
- Nスタ（2017年4月3日 - 2025年3月27日、TBSテレビ） - アシスタントキャスター（月 - 木曜担当）[7][20][9]
- 東京JOBS（TOKYO MX） - ナビゲーター
- Stories〜あなたのライフを探す家〜（2018年10月6日 - 、日本テレビ） - ナレーション
- ワイドナショー（フジテレビ） - 不定期出演
- 選挙の日（2021年10月31日、TBSテレビ） - フィールドキャスター

### バラエティ番組
- ピアブーランド（2001年 - 2005年、キッズステーション） - 「KIDS SONG」コーナー担当（英語の歌のお姉さん）
- くりぃむクイズ ミラクル9（テレビ朝日） - 不定期出演
- もんくもん（2014年8月24日 - 、読売テレビ） - レギュラーMC ※不定期放送
- しごとの基礎英語（2014年9月29日 - 2017年3月31日、NHK Eテレ）
- サイモンズベストテン → サイモンズベストナイン（2016年1月9日 - 3月26日、テレビ東京） - サイモン利根川と二人でMCとして出演
- その原因、Xにあり!（2016年10月28日 - 2017年9月29日、フジテレビ） - 準レギュラー [24]
- 伯山カレンの反省だ!!（テレビ朝日） - 不定期出演
- 今夜はナゾトレ（フジテレビ） - 不定期出演
- ミルベキ!（2018年4月2日 - 、TBSテレビ）
- ニンチド調査ショー→ザ・ニンチドショー→THE 世代感（2022年4月10日・6月22日・9月29日 - 、テレビ朝日） - MC
- 日曜ビッグバラエティ　ハイパーパトロール【真夏の繁華街で人生のぞいてみた!】（2022年8月14日、テレビ東京系列） - MC
- 出川一茂ホラン☆フシギの会（2022年10月7日 - 、テレビ朝日） - 出川哲朗と長嶋一茂と三人でMCとして出演[25]
- 芸能人監督グランプリ（2022年12月2日、日本テレビ） - MC
- 中居正広の金曜日のスマイルたちへ（2023年8月4日、TBSテレビ） - ゲスト「ホラン千秋…知られざる10年の挫折＆キャスター裏側に密着」[26]
- 人志松本の酒のツマミになる話（2023年11月10日、フジテレビ）ナレーション[27]。
- 女のTHE共通テン（2024年5月18日、フジテレビ） - MC

### 音楽番組
- SONGS OF TOKYO（2019年1月5日 - 、NHKワールドTV・総合） - 司会
- THEカラオケ★バトル（2019年6月23日 - 2020年9月27日、テレビ東京） - 番組MC・柳原可奈子産休不在時の代理。それ以前にもゲストパネラーとして複数回出演していた。

### CM
- 読売新聞社「The Japan News」（2013年）
- 明治×ごごネタ!クックTV「ブルガリアヨーグルト・レシピひろがるプレーン」（2013年）
- 佐藤製薬「ユンケル黄帝液」（2014年）
- 玉川衛材（2014年 - 2016年）
- サントリー「金麦クリアラベル」（2015年）
- 武田薬品工業 ベンザブロックIPプラス「ホランさんのかぜ」篇（2015年）
- NTTドコモ×シューイチ（2016年 - 2017年）
  - 「dカードGOLD」
  - 「dマガジン」
- ユニリーバ・ジャパン×シューイチ「レセナ・ドライシールド・パウダースティック」（2016年）
- 近畿税理士会（2016年 - ）
- クラシエ「肌美精」（2017年 - ）
- JTB西日本「ふるぽ」（2017年 - 2018年）
- グラクソ・スミスクライン「シュミテクト」（2017年 - ）[28]
- マウスコンピューター（2020年 - ）[29][30]
- UCC上島珈琲「UCCゴールドスペシャル」（2021年 - ）[31]
- EventHub（2021年）
- 旭化成ホームプロダクツ「サランラップ」（2021年 - ）
- バンダイ「美少女戦士セーラームーンEternal」Q posket（2022年 - ）[32]
- ミロク情報サービス MJS（2022年 - ）[33]

### オリジナルビデオ
- 魔法戦隊マジレンジャーVSデカレンジャー（2006年） - ナイ 役
- 超忍者隊イナズマ!（2006年）

### 舞台
- ミュージカル「ふたり」（2004年） - 長谷部真子 役
- ミュージカル「小さな炎のファンタジー」（2001年） - 主演・ミライ 役

### PV
- ghostnote「I、愛、会い」（2008年）
- 夏音色「Love Love Love」（2011年）

### ラジオ
- WORLD POD（2012年10月 - 2013年3月、TOKYO FM含むJFN37局）
- JA全農 COUNTDOWN JAPAN（2013年4月 - 2017年3月、TOKYO FM系JFN全国ネット）
- 山田運送グループpresents. DRIVING MUSIC TRANSPORTATION（2019年4月 - 、FM OH!）
- 神田伯山とホラン千秋の生放送!（2020年12月26日、文化放送）
- apollostation Drive Discovery PRESS[34]（2021年4月4日 - 2024年3月31日、TOKYO FM系JFN全局ネット）

### フォトエッセイ
- ホラン千秋（2014年、宝島社）ISBN 9784800224668

## 受賞歴
- THE BEAUTY WEEK AWARD 2014（2014年） - ショートヘアスタイル部門
- 2015年 ベストレザーニスト2015（2015年）[35]